# Lanicemina
La lanicemina (abreviado AZD6765) es una amina que funciona con actividad biológica como antagonista del receptor NMDA de captura baja con effectos antidepresivos. El compuesto es sintetizado a partir del alcohol (R)-1-fenil-2-(piridin-2-yl)etanol.

## Estudios clínicos
AstraZeneca estaba desarrollando este fármaco para el tratamiento intravenoso de la depresión resistente al tratamiento. La lanicemina se diferencia de la ketamina en que es un antagonista del receptor NMDA de bajo nivel de captura. La infusión única de lanicemina demostró que no produjo reducción estadísticamente significativa de los síntomas depresivos al cabo de días después de la infusión. La administración en serie de lanicemina durante 3 semanas demostró una mejora significativa en las tasas de respuesta al tratamiento antidepresivo severo. Muestra efectos antidepresivos de acción rápida similares a los de la ketamina en ensayos clínicos, pero con pocos o ningún efecto secundario psicotomimético. Sin embargo, la lanicemina no cumplió con los criterios de valoración del estudio y AstraZeneca finalizó su desarrollo en 2013.